# Montserrat Colldeforns i Sol
Montserrat Colldeforns i Sol (Barcelona, 3 de setembre de 1947) és una política i economista catalana, diputada al Congrés dels Diputats en la VIII i IX legislatures.

## Biografia
És llicenciada en ciències econòmiques per la Universitat de Barcelona i doctorada en economia per la London School of Economics. És experta en afers de finançament autonòmic i balança fiscal. Ha estat professora a la Universitat Autònoma de Barcelona i a la Universitat Pompeu Fabra.
Com a funcionària de la Generalitat de Catalunya ha treballat en la Comissió Mixta de Valoracions, ha estat responsable de medi ambient al Fòrum Universal de les Cultures Barcelona 2004, ha ocupat diversos càrrecs de responsabilitat als Departaments de Medi Ambient i  d'Economia i Finances de la Generalitat de Catalunya. També ha treballat Gabinet Tècnic de l'Ajuntament de Barcelona. És una experta reconeguda en balances fiscals.
Fou escollida diputada per la província de Barcelona pel PSC-PSOE a les eleccions generals espanyoles de 2004 i 2008. Fou Portaveu de la Comissió d'Economia i Hisenda del Congrés dels Diputats (2008-2011)

## Obres
- Les Subvencions entre governs als EUA: teoria i pràctica (1988)
- La Balança fiscal de Catalunya amb l'administració de l'Estat, 1986-1988: Estat, Organismes Autònoms administratius i Seguretat Social (1991)
- L'Impacte econòmic dels Jocs Olímpcs de Barcelona'92 (1992)
- Vigilància i control de la contaminació marina litoral al Mediterrani (2002)
- Economia d'una Espanya plurinacional (2014) amb altres autors, ISBN 978-84-15526-36-0